# Souris City (bande originale)
Flushed Away - Music from the Motion Picture, est la bande originale distribué par Astralwerks, du film d'animation américain et britannique, Souris City, réalisé par David Bowers et Sam Fell en 2006.

## Liste des titres
| 1.    | Be Seeing You My Friend                      |                                    | 0:04 |
| 2.    | Dancing with Myself                          | Billy Idol                         | 4:49 |
| 3.    | Are You Gonna Be My Girl?                    | Jet                                | 3:34 |
| 4.    | She's A Lady                                 | Tom Jones                          | 2:53 |
| 5.    | Ice Cold Rita                                | Hugh Jackman & The Slugs           | 0:44 |
| 6.    | Bohemians Like You                           | The Dandy Warhols                  | 3:32 |
| 7.    | Marcel / That's Not Rice You're Eating       | Harry Gregson-Williams / The Slugs | 0:55 |
| 8.    | What's New Pussycat?                         | Tom Jones                          | 2:17 |
| 9.    | Yakety Sax                                   | Boots Randolph                     | 2:01 |
| 10.   | Mr. Lonely                                   | The Slugs                          | 0:27 |
| 11.   | Don't Worry, Be Happy (with The Slugs intro) | Bobby McFerrin                     | 4:21 |
| 12.   | Proud Mary                                   | Tina Turner                        | 5:24 |
| 13.   | Wonderful Night                              | Fatboy Slim                        | 2:37 |
| 14.   | Life in the Sewer                            | Harry Gregson-Williams             | 4:40 |
| 15.   | Beware... Beware                             | The Slugs                          | 0:35 |
| 38:53 |                                              |                                    |      |

## Musiques additionnelles
- Outre les titres présents, sur l'album, on entend aussi durant le film les morceaux suivants [1] :
  - Land of Hope and Glory
    - Écrit par Edward Elgar[2] et Arthur C. Benson

  - Batman Theme
    - Écrit et interprété par Neal Hefti
    - Avec l'aimable autorisation de Twentieth Century Fox Film Corporation

  - Rule Britannia
    - Composé par Thomas Augustine Arne pour le poème de James Thomson
    - Interprété par John Venzon

  - Wedding March
    - Écrit par Richard Wagner

  - Sailing
    - Écrit et interprété par Christopher Cross
    - Avec l'aimable autorisation de Christopher Cross Records

  - Accordian & Kawala
    - Écrit et interprété par Badawi & Chamoun

  - La Marseillaise
    - Interprété par Eric Dapkewicz

  - M/F Noröna
    - Écrit et interprété par Knut Ivar Bor
    - Avec l'aimable autorisation de The Orchard